# Wildermieming
Wildermieming is een gemeente in het district Innsbruck Land van de Oostenrijkse deelstaat Tirol.
- Inwoneraantal: 774 (2003)
- Oppervlakte: 31,2 km²
- Ligging: 872 m boven zeeniveau

Wildermieming ligt op het oostelijke punte van het Mieminger Plateau, ongeveer veertig kilometer ten westen van Innsbruck. Wildermieming ligt op de route om vanuit Telfs over dit Mieminger Plateau de Fernpas te bereiken. In 1833 werd het afgescheiden van de gemeente Mieming in het district Imst en in 1925 werd het bij het district Innsbruck Land gevoegd. De gemeente bestaat uit de kernen Wildermieming-Dorf, Wildermieming-Siedlung en Affenhausen. Wildermieming kreeg bekendheid toen het in de Duitsland populaire televisieserie Der Bergdoktor het decor vormde voor het fictieve plaatsje Sonnenstein.